# Kozacza Łopań
Kozacza Łopań (ukr. Козача Лопань) – osiedle na Ukrainie, w obwodzie charkowskim, w rejonie charkowskim, w hromadzie Derhaczi. W 2001 liczyło 5878 mieszkańców.